# Les Bouddhas vivants
Pour plus de détails, voir Fiche technique et Distribution.
Les Bouddhas vivants (Lebende Buddhas) est un film allemand réalisé par Paul Wegener, sorti en 1925.

## Synopsis
Le professeur Campbell et sa jeune épouse se rendent au Tibet dans le cadre d’une expédition visant à enquêter sur un culte primitif et sauvage. Ils ignorent que le grand prêtre d'une secte prévoit d’utiliser Mme Campbell comme sacrifice humain. Le professeur réussit à sauver leur groupe en emportant avec lui un document sacré appartenant à la secte. De retour en Europe, il tente de déchiffrer le parchemin, mais les membres de la secte l’ont suivi chez lui.

## Fiche technique
- Titre original : Lebende Buddhas
- Titre français : Les Bouddhas vivants
- Réalisation : Paul Wegener
- Scénario : Paul Wegener et Hans Stürm (en)
- Pays d'origine : République de Weimar
- Format : Noir et blanc - Film muet
- Durée : 139 minutes
- Date de sortie : 1925

## Distribution
- Paul Wegener : Grand lama
- Asta Nielsen : Tibetanerin
- Käthe Haack : Frau Campbel
- Gregori Chmara : Jebsun
- Carl Ebert : Professeur Smith
- Friedrich Kühne : Lama
- Max Pohl (en) : Lama
- Heinrich Schroth : Dr Smith
- Hans Stürm (en) : Professeur Campbel
- Eduard Rothauser (en)